# Glenea suturevittata
Glenea suturevittata là một loài bọ cánh cứng trong họ Cerambycidae.